# هواصوت‌شناسی

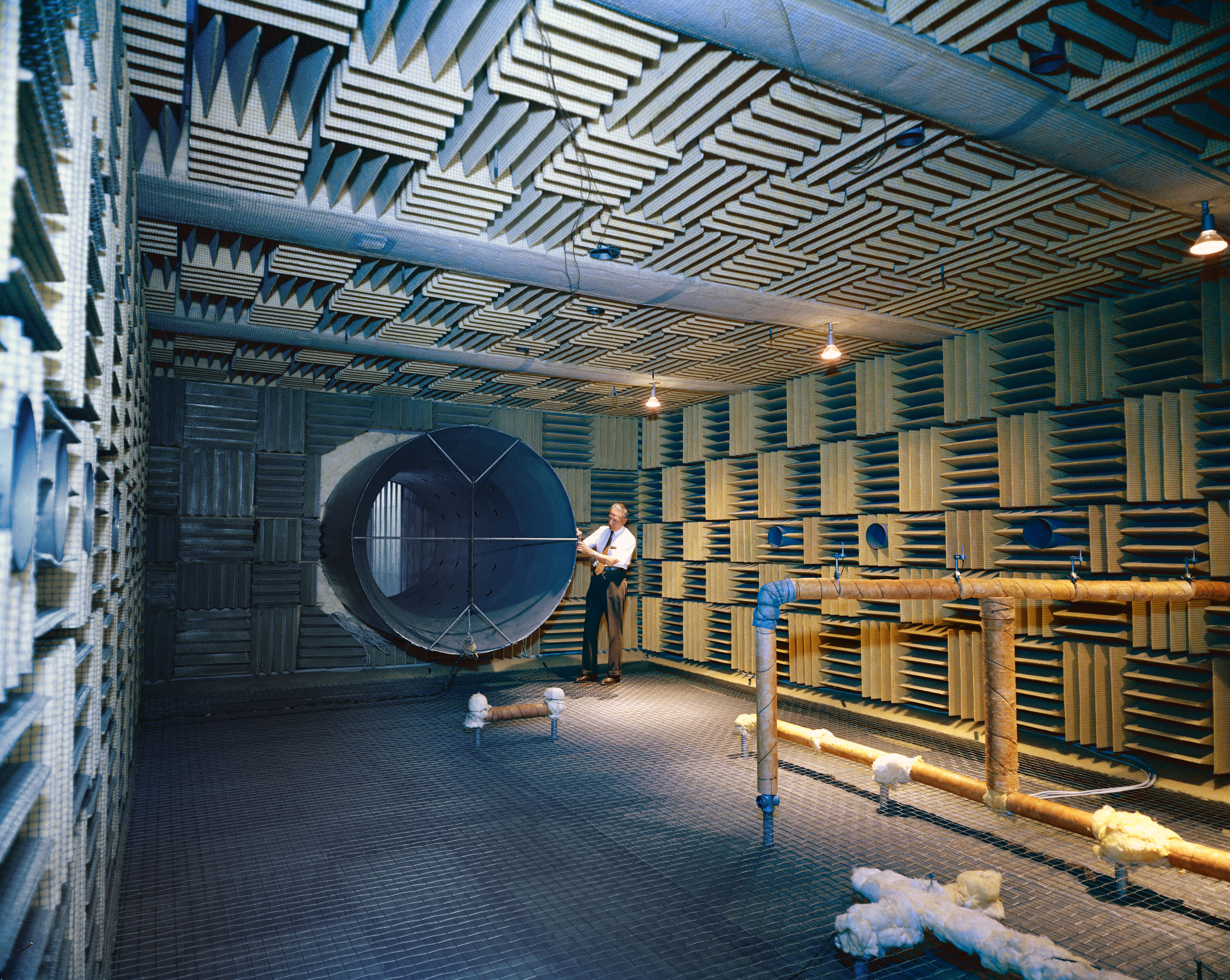
ایروآکوستیک نمونه آزمایشی ناسا

ایروآکوستیک یا هواصوت‌شناسی (به انگلیسی: Aeroacoustics)، شاخه‌ای از صداشناسی است که به بررسی تولید نویز ناشی از حرکت سیالات آشفته یا در اثر نیروهای آیرودینامیک بر سطوح می‌پردازد. تولید نویز همچنین می‌تواند مربوط به جریان‌هایی که به صورت پریودیک تغییر می‌کنند باشد. اگرچه هیچ تئوری کامل علمی دربارهٔ تولید نویز به وسیلهٔ جریان‌های آیرودینامیکی وجود ندارد، بیشتر تحلیل‌های ایروآکوستیکی بر قیاس آکوستیکی استوار می‌باشند که به موجب آن معادلات حاکم حرکت سیال به شکلی که یادآرو معادله موج آکوستیک کلاسیک (خطی) است تبدیل می‌شوند.
یکی از رایج‌ترین روش‌های تحقق بخشیدن به این هدف استفاده از قیاس آکوستیکی لایت هیل است. این روش توسط جیمز لایت هیل در سال ۱۹۵۰ هنگامی که تولید نویز در موتورهای جت تحت بررسی‌های علمی بود ارائه شد. ایروآکوستیک محاسباتی شامل بکارگیری روش‌های عددی و کامپیوتر برای یافتن حل تقریبی معدلات حاکم برای مسائل ایروآکوستیک ویژه (و عموماً پیچیده) است.

## معادلات لایت هیل
لایت هیل معادلات ناویر-استوکس را، که حاکم بر جریان سیالات ویسکوز تراکم پذیر می‌باشد، به صورت معادله ناهمگن موج بازنویسی کرد و به این ترتیب رابطه‌ای بین مکانیک سیالات و آکوستیک برقرار کرد. این معادلات را معمولاً "قیاس لایت هیل" می‌نامند زیرا مدلی را برای میدان آکوسیک ارائه می‌دهد که بر اساس نویز تولید شده به واسطه فیزیک سیال نیست، بلکه قیاسی است از چگونگی بیان کردن آن‌ها را از طریق معادلات حاکم بر سیالات تراکم پذیر.